# 식 (프로그래밍)
식(式, 영어: Expression)은 프로그래밍 언어에서 값, 변수, 연산자, 함수의 모임이다. 값을 결정하기 위해 평가될 수 있는 프로그래밍 언어의 구문 엔티티이다. 식은 부작용이 있을 수도 있고 없을 수도 있다. 보통 부작용이 있는 식은 참조 투명성의 속성을 가지지 않는다.

## 결과 타입으로서의 Void
C와 대부분의 C 파생 언어들에서 void 반환 타입이 있는 함수에 대한 호출은 void 타입의 유효한 식이다. void 타입의 값들은 사용할 수 없기 때문에 이러한 식의 값은 무조건 버려진다.

## 같이 보기
- 문 (프로그래밍)
- 수식 (수학)